# Mydaus
Мідаус (Mydaus) — рід хижих ссавців Старого Світу з родини Скунсові (Mephitidae). Поширений у південно-східній Азії.

## Назва
Визнаної української назви роду «мідаус» в науковій літературі не існує. Вживана часом назва «смердючий борсук» є калькою з інших мов, зокрема, з англійської (англ. Stink badger). Назва «смердючий» виникла через дуже сильну на запах і неприємну рідину, яку виділяє цей скунс.

## Таксономія
Цей рід, відомий британцям як «смердючий борсук» (англ. Stink badger), довгий час відносили до підродини борсукових з родини мустелових.
Нещодавні дослідження ДНК показали, що цей хижак значно ближчий до представників родини скунсових, ніж до борсуків. Попри це, назва «борсук» в англійському номені так і залишилась, хоча його пропонували перейменувати на «смердючого скунса».

## Класифікація
Рід Мідаус поділяють на два види, а саме:
- мідаус палаванський (Mydaus marchei)
- мідаус яванський (Mydaus javanensis)